# Ley de Símbolos de Navarra
La Ley de Símbolos de Navarra fue una ley en vigor desde su promulgación el 11 de abril de 2003 hasta su derogación el 30 de marzo de 2017. En ella se regulaban los símbolos que se deben utilizar de forma oficial en la Comunidad Foral de Navarra.
Esta ley Foral fue aprobada el 4 de abril de 2003 por el Parlamento de Navarra y firmada por el Presidente del Gobierno de Navarra Miguel Sanz Sesma y sustituía y derogaba la ley de símbolos de 1986.
En la misma se realiza una regulación completa de los símbolos que ya estaban definidos en la ley de Reintegración y Amejoramiento del Régimen Foral de 1982 como son el escudo y la bandera, y el himno que fue determinado en la ley de Símbolos de 1986.
En la exposición de motivos previa se detalla que las leyes anteriores no han contenido los elementos jurídicos necesarios para la corrección de las numerosas irregularidades en relación con el uso por parte de numerosos ayuntamientos de la ikurriña. Para tal fin en el artículo 6 apartado 2 el uso de la bandera de Navarra excluye el uso conjunto y simultáneo de otra, excepto la española, la europea y la oficial de la entidad local. 
En la misma hay una disposición transitoria única respecto a la retirada de simbología franquista. Esta se debía retirar y sustituir en el plazo de un año y si estuvieran integrados en edificios declarados histórico-artísticos se sustituirán y se encargará de su custodia el Instituto Príncipe de Viana, salvo que sea imposible su sustitución.
El Pleno del Parlamento Navarro aprobó el 30 de marzo de 2017 con los votos a favor de Geroa Bai, EH Bildu, Podemos-Ahal Dugu e I-E y los votos en contra de UPN, PSN y PPN la derogación de la Ley Foral 24/2003, de 4 de abril, de Símbolos de Navarra.